# Гоменташ
Гоменташ (їд. המן־טאַשן Гаман-ташн, «мішечок (кишеня) Гамана» івр. אוזני המן озней Гаман, «вуха Гамана» ) — традиційне для єврейської кухні печиво з маком у формі трикутника, що випікається напередодні Пурима і споживане в період цього свята.

## Історія
Вперше ці солодощі з'явилися серед німецьких євреїв, де спочатку випікалися без будь-якого зв'язку зі святами. Це було макове печиво — мак загортали в «кишеню», у зв'язку з чим страву називали «маковими кишенями» (нім. Mohntaschen). Згодом їх почали готувати спеціально до Пурима, що призвело до появи назви «Haman-taschen». Ця назва була відсиланням до імені біблійного Гамана, царедворця перського царя Ксеркса I Гаман був негативним героєм біблійної історії, що стала основою для свята.
Гоменташ отримав різні назви та форми, тому що ці солодощі символічно пов'язували з Пуримом. Форма печива вважалася відсиланням до трикутної шапки, яку нібито носив Аман, або розглядалася як символ трьох патріархів, які вступились за Естер (Есфір). Назва, своєю чергою, пов'язувалося з гаманцем ненависного людям і жадібного Амана. Печиво також часто називалося «вухами Амана», що було відсиланням до середньовічних додаткових принизливих покарань засуджених злочинців. Перед скоєнням страт їх часто понівечили, у тому числі відрізали вуха.

## Приготування
Гоменташі готують з борошна, яєць, розпушувача тіста, маргарину, цукру, ванілі, апельсинового соку та кухонної солі. Печиво має трикутну форму і традиційно начиняється маком, до маку можуть додаватися мед і бакалія: родзинки, інжир, фініки, горіхи. Гоменташ також може бути фарширований повидлом або сиром. Печиво випікається жінками напередодні Пурима.